# 류송절
류송절(柳松節, ? ~ 1230년) 또는 유송절은 고려 중기 ~ 후기의 무신이다.

## 생애
그는 도방(都房) 출신으로 최충헌의 부하였다. 1219년 최충헌이 병들자 최충헌의 차남 최향을 후계자로 만들기 위해 장남 최우을 제거하려는 계획을 세우다 발각되고 유배되었다.
1230년 유배되었던 최향이 반란을 일으키자 동참하였다가 반란이 진압되자 체포되어 사형당했다.

## 류송절이 등장한 작품
- 《무신》(MBC, 2012년~2012년, 배우:최재호)